# Virgile Elias Gehrig
Pour les articles homonymes, voir Gehrig.
Virgile Elias Gehrig, né le 28 mai 1981, est un écrivain suisse romand d'expression française,.

## Biographie
Virgile Elias Gehrig entre à l'Université de Fribourg en classe de littérature et linguistique françaises, philosophie, langue et littérature latines et obtient une licence ès Lettres en 2007[réf. nécessaire].

## Distinctions
En 2001, il est retenu comme coup de "cœur de l'éditeur" par le jury du Concours international des jeunes auteurs (PIJA).
En 2014, la nouvelle version de "Pas du tout Venise" éditée en Poche suisse remporte le prix littérature de la Fondation Gaspoz.
En 2015, sur concours, son roman "Peut-être un visage" Virgile Elias Gehrig décroche une bourse d'études aux Swiss Artists'Studios du Caire, mise à disposition par la conférence des Villes suisses en matière Culturelle.
De 2015 à 2018 il est l'auteur de chroniques dans le Nouvelliste, dans le cadre de la coupe du monde de football en Russie en 2018.

## Présences publiques
En 2018 il participe au Festival In-Cité à Lausanne imaginé par un collectif de citoyen et qui vise la délocalisation de la culture, ainsi qu'au salon du livre romand, et au salon du livre de Genève en 2018. Il est présent également au "Livre sur les quais" à Morges en 2019.

## Œuvres et publications

### Romans et recueils de poésie
En 2008, paraît son premier roman "Pas du tout Venise" publié aux éditions de l'Âge d'Homme,.
En 2009, rédaction et publication d'un recueil d'aphorismes "Soifs et Vertiges" aux éditions de l'Âge d'Homme.
En 2010, rédaction et publication d'un recueil de poèmes "Par la serrure du jour" aux éditions de l'Âge d'Homme.
En 2018, parution d'un roman "Peut-être un visage" aux éditions de l'Âge d'Homme.

### Poésie
Retenu comme "coup de cœur" de l'éditeur au PIJA 2000 dans la catégorie "Poésie" il élabore une trilogie sur le deuil et le retour du désir publiée aux éditions de l'Âge d'Homme entre 2008 et 2010 ; Pas du tout Venise (récit), soifs et Vertiges (aphorismes) et Par la serrure du jour (poésie).